# شنغ ماو
شنغ ماو (بالصينية التقليدية: 盛懋، بالصينية المبسطة: 盛懋) كان رساما صينيا مختصا في مجال فن التصوير الطبيعي خلال فترة حكم سلالة يوان الحاكمة، ولا يعلم بالتحديد سنة ولادته ولا سنة وفاته.
ولد شنغ ماو في مدينة جياشينغ في مقاطعة جيجيانغ، وتعلم على يدي تشن لين ثم على يدي تشاو منغفو. استخدم شنغ ماو في لوحاته للمناظر الطبيعية والشخصيات البشرية أسلوبًا دقيقًا مع ألوان جميلة.

## روابط خارجية
- Sung and Yuan paintings - كتالوج المعرض من مكتبات متحف متروبوليتان للفنون (متاح بالكامل عبر الإنترنت بصيغة PDF)، والذي يحتوي على مواد عن شينغ ماو (انظر قائمة اللوحات)